# Fritz Hirsch Operette
De Fritz Hirsch Operette was het eerste professionele operettegezelschap in Nederland. Het werd in 1926 opgericht door de Duitse toneelspeler en zanger Fritz Hirsch (1888-1942) en was het vaste gezelschap van de Haagse Princesse Schouwburg op de hoek Korte Voorhout/Prinsessegracht.
Het succesverhaal van de Fritz Hirsch Operette begon met een productie van Das Dreimäderlhaus. Van 1926 tot 1940 bracht het gezelschap nieuwe producties, die in heel Nederland werden uitgevoerd onder de originele Duitse titels. Ook de voorstellingen werden in het Duits gezongen en gespeeld, voornamelijk omdat de leden van het ensemble uit Duitsland, Oostenrijk en Hongarije kwamen.

## Richard Tauber
Er traden regelmatig grote sterren op in de Fritz Hirsch Operette, zoals tenor Richard Tauber. Hij was tussen 1929 en 1933 meermaals te gast. Eén van de vrouwelijke vedetten was de destijds beroemde Friedl Dotza.
In 1937 werd het gezelschap gevraagd een operette uit te voeren ter gelegenheid van het huwelijk van kroonprinses Juliana en Bernhard van Lippe-Biesterfeld.

## Einde
In totaal speelde het gezelschap 52 producties. Sommige producties behaalden meer dan 100 voorstellingen. Vanwege Hirsch' goede contacten met Berlijn en Wenen waren in Nederland de nieuwste operettes te zien. Het einde kwam toch nog onverwacht snel. De laatste voorstelling van het gezelschap - Franz Lehárs Der Graf von Luxemburg - vond plaats op 9 mei 1940, de avond vóór de Duitse inval in Nederland op 10 mei. 
Nadat hij in 1941 was opgepakt, kwam Fritz Hirsch in 1942 vermoedelijk door uitputting als gevolg van dwangarbeid in concentratiekamp Mauthausen om het leven.